# Thân Thừa Quý
Thân Thừa Quý (966-1029) là tù trưởng người Tày ở động Giáp vào thế kỷ XI được vua Lý gả con gái cho phong làm Châu Mục Lạng Châu và đổi từ họ Giáp sang họ Thân.Thân Thừa Quý có thể coi là Thủy tổ của dòng họ Thân ở Việt Nam

## Thân thế và sự nghiệp
Thân Thừa Quý tên thật là Giáp Thừa Quý là tù trưởng người Tày cai quản động Giáp rộng lớn là phần đất thuộc vùng phía Bắc của tỉnh Bắc Giang và vùng phía Nam của tỉnh Lạng Sơn,gọi là động Giáp vì xưa kia mọi người trong vùng đều mang họ Giáp.Gia đình Thân Thừa Quý thuộc vùng Giáp Khẩu tức là huyện Chi Lăng (Lạng Sơn) ngày nay.
Năm 1010 Lý Công Uẩn lên ngôi vua,vì muốn tăng tình đoàn kết bảo vệ biên giới với các tù trưởng dân tộc thiểu số,nhận thấy Lạng Châu là vùng đất trọng yếu đã tăng mối thân tình bằng cách gả con gái cho và phong làm phò mã.Giáp Thừa Quý được vua chọn làm con rể và được đổi từ họ Giáp sang họ Thân bằng việc ban thêm cho một nét chữ vào chữ Giáp (甲), tên họ, để trở thành chữ Thân (申).Gọi là họ Thân để nói lên ý nghĩa tình thân ái đoàn kết giữa các dân tộc Việt Nam và để phân biệt hoàng thân quốc thích với tầng lớp bình dân.Từ đó ông chuyển sang tên họ là Thân Thừa Quý làm Châu Mục Lạng Châu cai quản và bảo vệ vùng đất Đông Bắc của tổ quốc.
Dòng họ của Thân Thừa Quý sau đó còn vinh dự được ba đời vua Lý liên tiếp gả con gái cho,bắt đầu từ Thân Thừa Quý được Lý Thái Tổ gả cho Lĩnh Nam Công Chúa (Lý Thị Bảo Hòa),đến đời con là Thân Thiệu Thái lấy Bình Dương Công Chúa (Lý Thị Giám),và đến đời cháu Thân Cảnh Phúc lấy Thiên Thành Công Chúa (Lý Thị Cảnh).
Mang ơn vua,gia tộc họ Thân sau đó đã hết lòng xây dựng và bảo vệ biên giới Châu Lạng (Lạng Sơn).Trải qua hàng nghìn năm dựng nước giữ nước đã có nhiều danh nhân thành tài và giúp ích cho đất nước được lưu vào sử sách.Tiêu biểu có những người như:
- Thân Công Tài nhà chính trị quân sự kiệt xuất có công xây dựng phố chợ Kỳ Lừa vào thế kỷ 17.
- Thân Cảnh Phúc 申景福, tù trưởng, phò mã nhà Lý.
- Thân Nhân Trung 申仁忠, tiến sĩ nho học với câu nói nổi tiếng Hiền tài là nguyên khí quốc gia.
- Thân Trọng Huề, Thượng thư bộ Học rồi bộ Binh triều Nguyễn thời Pháp thuộc.
- Thân Văn Khoa, Phó Bí thư Thường trực Tỉnh ủy Bắc Giang.
- Thân Đức Nam, Phó Chủ nhiệm Văn phòng Quốc hội.
- Thân Đức Hưởng, Phó Chủ tịch Uỷ ban nhân dân tỉnh Cà Mau.
- Thân Văn Mưu, Chủ tịch Uỷ ban nhân dân tỉnh Bắc Giang.

## Tưởng nhớ
Tên của ông được đặt cho một con đường ở phường Vĩnh Trại thành phố Lạng Sơn